# Stenolechia
Stenolechia é um gênero de traça pertencente à família Agonoxenidae.